# Anita Dobson
Anita, Lady May, née le 29 avril 1949, connue sous le nom d'Anita Dobson, est une actrice et chanteuse britannique de théâtre, de cinéma et de télévision. Elle est surtout connue pour son rôle d'Angie Watts (en) qu'elle tient dans le feuilleton de la BBC EastEnders de 1985 à 1988. En 1986, elle atteint la quatrième place du UK Singles Chart avec Anyone Can Fall in Love (en), une chanson basée sur le thème musical d'EastEnders. Elle est mariée à l'astrophysicien et guitariste de Queen, Sir Brian May .
Les autres rôles télévisés de Dobson incluent la sitcom ITV Split Ends en 1989. En 2003, elle est nommée pour l'Olivier Awards de la meilleure actrice (en) pour la production du Royal National Theatre de Frozen. Elle joue également dans le West End dans le rôle de Mama Morton dans la comédie musicale Chicago (2003) et de Gertrude dans Hamlet (2005), et fait ses débuts à la Royal Shakespeare Company dans la reprise en 2012 des Joyeuses Commères de Windsor. Ses apparitions au cinéma incluent Darkness Falls (1999) et London Road (2015).

## Jeunesse
Dobson est née à Stepney, Londres. Elle se forme à la Webber Douglas Academy of Dramatic Art de Londres.

## Carrière
Dobson apparaît dans plusieurs séries au début des années 1980, dont la sitcom de Jim Davidson, Up the Elephant and Round the Castle (en) (1983). Elle est surtout connue pour avoir joué Angie Watts (en), une propriétaire alcoolique et émotionnellement battue, dans le feuilleton de BBC1 EastEnders, un rôle qu'elle interprète de la création de la série en 1985 jusqu'en 1988.

### EastEnders
En 1985, elle est choisie pour interpréter Angie Watts (en), une propriétaire alcoolique et émotionnellement abusée par son époux Den Watts (en), qui devient rapidement un des personnages préférés des téléspectateurs. L'épisode de Noël 1986, dans lequel Den lui remet les papiers du divorce, est l'épisode le plus regardé de l'histoire de la série avec 30,15 millions de téléspectateurs. Pourtant, elle n'était pas la première actrice à jouer ce rôle, Jean Fennell avait commencé le tournage lorsqu'il a été décidé que sa performance ne collait pas avec le personnage et a été remplacée par Dobson.
Depuis son départ d'EastEnders en 1988, les dirigeants de la BBC lui ont fait de nombreuses offres de retour malgré ses nombreux refus. Les dirigeants décident finalement de tuer le personnage d'Angie hors écran en 2002, d'une intoxication alcoolique.

### Autres rôles
Après EastEnders, Dobson apparaît dans de nombreux rôles à la télévision, au cinéma et au théâtre, notamment dans les sitcoms de la BBC Red Dwarf, Rab C. Nesbitt et sa propre série de sitcom Split Ends (1989), qui ne dure qu'une seule saison. Elle fait également des apparitions dans les drames de la BBC Dangerfield (1995), Ghosts (1995), Sunburn (1999) et Hotel Babylon (2007), ainsi que dans la série policière ITV The Last Detective (2004), entre autres, ainsi que dans les films Sweet Revenge (1998) et Darkness Falls (1999). Elle retrouve également son compatriote d'EastEnder Leslie Grantham (en) dans la production de Sky intitulée The Stretch et la série d'horreur de Channel 5, Urban Gothic (2000).
Dobson travaille sur le drame policier d'ITV1 The Bill en 2005 et apparaît dans la série radiophonique de Doctor Who Blood of the Daleks. Elle joue également cinq personnages différents dans le drame médical de la BBC1 Casualty, apparaissant dans des épisodes en octobre 2000, juillet 2009, juillet 2011, mars 2013 et octobre 2017 ; elle a également deux rôles invités dans la série sœur de Casualty, Holby City, respectivement en septembre 2003 et décembre 2014. Dobson figure également dans le film London Road en 2015 et apparaît aux côtés de Simon Callow dans la série comique de Gold The Rebel en 2016.
Le 20 janvier 2023, il est annoncé que Dobson sera l'invitée principale de la première saison de la troisième série de Doctor Who. Son casting est annoncé aux côtés de celui de Michelle Greenidge. Le 27 avril 2023, Dobson apparaît dans le premier épisode de la huitième saison d'Inside No. 9, dans le rôle de Frances,.

### Carrière musicale et scénique
Dobson se produit également en tant que chanteuse, avec divers degrés de succès dans les charts. En août 1986, elle atteint la quatrième place du UK Singles Chart avec Anyone Can Fall in Love (en), une chanson basée sur le thème musical d' EastEnders, écrite par Simon May. La chanson est produite par le guitariste de Queen Brian May.
Sur scène, Dobson joue dans le répertoire du Salisbury Playhouse dans le Pygmalion de George Bernard Shaw en 1980 ; la comédie musicale Chorus Girls de Ray Davies / Barrie Keeffe en 1981 et en tant qu'Hazel Fletcher dans la comédie musicale éphémère Budgie avec Adam Faith. Elle apparaît également dans la comédie musicale de Tom Stoppard, Rough Crossing, et joue une survivante de la Shoah dans My Lovely Shayna Maidel. Elle apparaît également dans le rôle de Mama Morton dans la comédie musicale Chicago de West End.
En 2012, Dobson a joué le rôle de Mistress Quickly dans la production de la Royal Shakespeare Company de Joyeuses Commères de Windsor.
De septembre 2016 à janvier 2017, Dobson apparaît dans le rôle de Madame Morrible dans la comédie musicale Wicked au Apollo Victoria Theatre de Londres.
En juin 2019, Anita rejoint la reprise d'Un violon sur le toit par Trevor Nunn au Playhouse Theatre, jouant le rôle de Yente, aux côtés de Maria Friedman dans le rôle de Golde, jusqu'à la clôture de la production le 2 novembre 2019.

### Strictly Come Dancing
Le 6 septembre 2011, il est annoncé que Dobson participera à la saison 2011 de Strictly Come Dancing. Lors de l'émission de lancement de la neuvième saison le 10 septembre 2011, il est révélé qu'elle sera associée au spécialiste latin Robin Windsor. Elle est éliminée le 27 novembre 2011 après que Robin Windsor ait été incapable de danser pendant une semaine en raison d'une blessure. Anita Dobson répète et danse le Cha-cha-cha et le Swingathon avec Brendan Cole.
| Semaine # | Danse/chanson                                                | Note des juges | Note des juges | Note des juges | Note des juges | Note des juges | Résultat      |
| Semaine # | Danse/chanson                                                | Horwood        | Goodman        | Dixon          | Tonioli        | Total          | Résultat      |
| --------- | ------------------------------------------------------------ | -------------- | -------------- | -------------- | -------------- | -------------- | ------------- |
| 1         | Valse / Three Times a Lady (en) — Commodores                 | 7              | 7              | 7              | 7              | 28             | N / A         |
| 2         | Salsa / Jump in the Line — Harry Belafonte                   | 7              | 7              | 7              | 7              | 28             | Safe          |
| 3         | Jive / You Can't Stop the Beat (en) - Hairspray              | 6              | 7              | 7              | 7              | 27             | Safe          |
| 4         | American Smooth / I've Got You Under My Skin — Frank Sinatra | 8              | 8              | 8              | 8              | 32             | Safe          |
| 5         | Tango / Devil Woman (en) — Cliff Richard                     | 7              | 8              | 8              | 8              | 31             | Safe          |
| 6         | Charleston / I Got Rhythm — George Gershwin                  | 7              | 8*             | 8              | 8              | 31             | Safe          |
| 7         | Tango argentin / Tango du Cirque du Soleil                   | 7              | 9              | 8              | 9              | 33             | Deux derniers |
| 8         | Samba / Come On Eileen — Dexys Midnight Runners              | 6              | 7              | 7              | 7              | 27             | Safe          |
| 9         | Cha-cha-cha / Uptown Girl — Billy Joel                       | 7              | 8              | 7              | 8              | 30             | Éliminée      |
| 9         | Marathon Swing / Chattanooga Choo Choo                       | 2 sur 7        | 2 sur 7        | 2 sur 7        | 2 sur 7        | 2 sur 7        | Éliminée      |

- Au cours de la semaine 6, Jennifer Grey est juge remplaçante pour Goodman[18].

### Récompenses
Pour son passage dans EastEnders dans le rôle d'Angie Watts, Dobson reçoit le Pye Award pour sa personnalité féminine exceptionnelle.
Dobson est nommée pour le Laurence Olivier Award 2003 de la meilleure actrice pour sa performance dans Frozen au Royal National Theatre : Cottesloe.

## Vie privée
Dobson est un mécène du Match Girls' Memorial,. Elle épouse Brian May le 18 novembre 2000. Ils se sont rencontrés pour la première fois en 1986.

## Filmographie

### Films
| Année        | Titre                          | Rôle                  | Remarques       |
| ------------ | ------------------------------ | --------------------- | --------------- |
| 1994         | Beyond Bedlam                  | Judith                |                 |
| 1994         | Seaview Knights                | La concierge aveugle  |                 |
| 1998         | The Revengers’ Comedies        | Daphné Teal           |                 |
| 1998         | The Tichborne Claimant (en)    | Fanny Loder           |                 |
| 1999         | Darkness Falls (en)            | Mme Hayter            |                 |
| 2004         | Charlie                        | Mme Richardson Senior |                 |
| 2015         | Solitary                       | Infirmière Marie      |                 |
| 2015         | The Rise of the Krays (en)     | Madge                 |                 |
| 2015         | London Road                    | June                  |                 |
| 2016         | The Fall of the Krays (en)     | Madge                 |                 |
| 2018         | The Fight                      | Gene Dunn             |                 |
| 2022         | Tomorrow Morning               | Karen                 |                 |
| 2023         | Christmas at the Holly Day Inn | Molly Hennings        |                 |
| À déterminer | This Time Next Year †          | Mme Mentis            | Post-production |
| À déterminer | Jeb: The Fame and Fury †       | Le narrateur          | Post-production |

### Télévision
| † | Denotes works that have not yet been released |

| Year         | Title                                     | Role                 | Notes                        |
| ------------ | ----------------------------------------- | -------------------- | ---------------------------- |
| 1978         | Leave Him to Heaven                       | Roxanne              |                              |
| 1981         | Nanny                                     | Dorothy              | 1 épisode                    |
| 1983         | Le crime est notre affaire                | Esther Quant         | 1 épisode                    |
| 1983–1984    | Up the Elephant and Round the Castle (en) | Lois Tight           | 3 épisodes                   |
| 1985–1988    | EastEnders                                | Angie Watts          | Rôle régulier ; 274 épisodes |
| 1989         | Split Ends (en)                           | Cath                 | 6 épisodes                   |
| 1990         | The World of Eddie Weary                  | Roxanne              |                              |
| 1993         | Red Dwarf                                 | Captain Tau          | 1 épisode                    |
| 1993         | Rab C. Nesbitt (en)                       | Cath                 | 1 épisode                    |
| 1993         | Woof! (en)                                | Mrs. Fuller          | 2 épisodes                   |
| 1993         | Sean's Show                               | Betty                | 1 épisode                    |
| 1994         | Smokescreen                               | Gertie               | 5 épisodes                   |
| 1994         | The Fireboy                               | Mum                  |                              |
| 1995         | Ghosts (en)                               | Suzi Rudkin          | 1 épisode                    |
| 1995         | Go Back Out                               | Mum                  |                              |
| 1995         | Dangerfield (en)                          | Miriam Lampeter      | 1 épisode                    |
| 1996         | Le Club des cinq                          | Mrs. Stick           | 1 épisode                    |
| 1997         | New Voices                                | Ellen                | 1 épisode                    |
| 1997         | Highlander                                | Molly Kingsley       | 1 épisode                    |
| 1997         | Get Well Soon (en)                        | Mrs. Ivy Osbourne    | 4 episodes                   |
| 1997         | The Bill                                  | Jane Elliot          | 1 épisode                    |
| 1999         | Sunburn (en)                              | Joyce Potts          | 1 épisode                    |
| 1999         | Junk                                      | Mrs. Lawson          |                              |
| 2000         | Hearts and Bones (en)                     | Donna Slaney         | 1 épisode                    |
| 2000         | Urban Gothic                              | Fenella              | 1 épisode                    |
| 2000         | Casualty                                  | Elaine Carrington    | 1 épisode                    |
| 2000         | The Stretch (en)                          | Sam Greene           |                              |
| 2000         | Daddyfox                                  | Joanne               |                              |
| 2002         | NCS: Manhunt (en)                         | Jean Harris          | 2 Episodes                   |
| 2002         | Fun at the Funeral Parlour (en)           | Fernando             | 1 épisode                    |
| 2003         | Doctors                                   | Elizabeth Prior      | 1 épisode                    |
| 2003         | Holby City                                | Lynn Spencer         | 1 épisode                    |
| 2004         | The Last Detective (en)                   | Ruth Leyman          | 1 épisode                    |
| 2005         | Flics toujours                            | Elaine Wanless       | 1 épisode                    |
| 2005         | The Bill                                  | Lynn Hunter          | 1 épisode                    |
| 2008         | Hotel Babylon                             | Lady Amelia Hamilton | 1 épisode                    |
| 2009         | Casualty                                  | Cora                 | 1 épisode                    |
| 2009–2011    | Gigglebiz (en)                            | Various              | 13 episodes                  |
| 2010         | Mission Green Santa                       | Mrs. Santa           | All 10 episodes              |
| 2010         | Little Crackers (en)                      | Nan                  | 1 épisode                    |
| 2011         | Casualty                                  | Rachel Lan           | 1 épisode                    |
| 2011         | Coming Up (en)                            | Maggie               | 1 épisode                    |
| 2012         | Sadie J (en)                              | Nan Bet              | 1 épisode                    |
| 2013         | Casualty                                  | Ruth Boswell         | 1 épisode                    |
| 2013         | Moving On                                 | Kate Marr            | 1 épisode                    |
| 2014         | Holby City                                | Betty Stern          | 1 épisode                    |
| 2015         | Pompidou (en)                             | Sally                | 1 épisode                    |
| 2016–2017    | The Rebel                                 | Margaret             | All 9 episodes               |
| 2016         | Doctors                                   | Edwina Herriot       | 2 episodes                   |
| 2017         | Casualty                                  | Naomi Danes          | 1 épisode                    |
| 2017         | Call the Midwife                          | Mabel Tillerson      | 1 épisode                    |
| 2018         | Torvill & Dean (en)                       | Miss. Perry          |                              |
| 2018–2019    | Amandine Malabul, sorcière maladroite     | Mirabelle Hubble     | 3 episodes                   |
| 2021         | The Long Call (en)                        | Grace Stephenson     | All 4 episodes               |
| 2022         | Andy and the Band                         | Auntie Shona         | 1 épisode                    |
| 2022         | Dodger                                    | Bertha Plummer       | 1 épisode                    |
| 2023         | Inside No. 9                              | Frances              | 1 épisode                    |
| 2023         | Murder on the Blackpool Express (en)      | Bella                | 1 épisode                    |
| 2023–present | Doctor Who                                | Mrs. Flood / La Rani | Rôle récurrent               |
| TBA          | Generation Z                              | TBA                  | En production                |

## Théâtre
| Year      | Title                            | Role                            | Notes                             |
| --------- | -------------------------------- | ------------------------------- | --------------------------------- |
| 1974-1975 | Babes in the Wood                | Mistress Truck                  | Watford Palace Theatre            |
| 1975      | Ardèle                           | Ada                             | Plusieurs théâtres                |
| 1977-1978 | Le Magicien d'Oz                 | La méchante sorcière de l'Ouest | Nottingham Playhouse              |
| 1978      | Deeds                            | Various                         | Nottingham Playhouse              |
| 1978      | The Alchemist                    | Dol Common                      | Nottingham Playhouse              |
| 1980      | Pygmalion                        | Eliza Doolittle                 | Salisbury Playhouse               |
| 1981      | Chorus Girls                     | Chorus Girl                     | Theatre Royal, Stratford          |
| 1982-1983 | Dick Whittington                 | Alice Fitzwarren                | Shaw Theatre, Londres             |
| 1983      | Charley's Aunt                   | Kitty Verdun                    | Aldwych Theatre, Londres          |
| 1983-1984 | Jack et le Haricot magique       | Spirit of the Beans             | Assembly Halls, Tunbridge Wells   |
| 1984      | Rough Crossing                   | Natasha                         | Lyttelton Theatre, Londres        |
| 1984-1985 | Henry IV                         | Mistress Quickly                | Theatre Royal, Bath               |
| 1986-1987 | Aladin ou la Lampe merveilleuse  | The Princess                    | Bournemouth Pavilion              |
| 1987-1988 | Aladin ou la Lampe merveilleuse  | The Princess                    | Richmond Theatre                  |
| 1988      | Budgie                           | Hazel                           | Cambridge Theatre                 |
| 1989-1990 | Dick Whittington                 | Fairy Godmother                 | Orchard Theatre, Dartford         |
| 1990-1991 | Aladin ou la Lampe merveilleuse  | The Genie                       | Theatre Royal, Newcastle          |
| 1991      | Kvetch                           | Donna                           | Garrick Theatre                   |
| 1991      | My Lovely...Shayna Maidel        | Luissa                          | Ambassadors Theatre, London       |
| 1991-1992 | Dick Whittington                 | Fairy Godmother                 | Hexagon Theatre, Reading          |
| 1992      | Le Bourgeois Gentilhomme         | Madame Jourdain                 | National Theatre                  |
| 1992-1993 | Blanche-Neige                    | La méchante reine               | Richmond Theatre                  |
| 1994-1995 | Blanche-Neige                    | La méchante reine               | Yvonne Arnaud Theatre, Guildford  |
| 1995-1996 | The Break of Day                 | April                           | Various Locations                 |
| 1997-1998 | Blanche-Neige                    | La méchante reine               | Orchard Theatre, Dartford         |
| 1998      | Frozen                           | Nancy                           | Birmingham Repertory Theatre      |
| 1998-1999 | Dick Whittington                 | Evil Queen                      | Hackney Empire                    |
| 1999      | The Pajama Game                  | Mabel                           | Victoria Palace Theatre, London   |
| 2000-2001 | Le Magicien d'Oz                 | La méchante sorcière de l'Ouest | Richmond Theatre                  |
| 2001      | The Three Sisters                | Olga                            | Royal Court Theatre               |
| 2001-2002 | Blanche-Neige                    | La méchante reine               | The Derngate Theatre, Northampton |
| 2002-2003 | Blanche-Neige                    | La méchante reine               | Fairfield Halls, Croydon          |
| 2003      | Chicago                          | Mama Morton                     | Adelphi Theatre                   |
| 2003-2004 | Blanche-Neige                    | La méchante reine               | Assembly Halls, Tunbridge Wells   |
| 2004-2005 | Blanche-Neige                    | La méchante reine               | Wycombe Swan, High Wycombe        |
| 2005      | Hamlet                           | Gertrude                        | UK Tour                           |
| 2006      | Hamlet                           | Gertrude                        | New Ambassadors Theatre, London   |
| 2005-2006 | Santa Claus the Musical          | Mrs. Claus                      | Mayflower Theatre                 |
| 2006-2007 | Blanche-Neige                    | La méchante reine               | Ipswich Regent Theatre            |
| 2007-2008 | Santa Claus the Musical          | Mrs. Claus                      | Alexandra Theatre, Birmingham     |
| 2009-2010 | Aladin ou la Lampe merveilleuse  | The Genie                       | The Wimbledon Theatre             |
| 2010-2011 | La Belle au bois dormant         | Carabosse                       | Richmond Theatre                  |
| 2011-2012 | Aladin ou la Lampe merveilleuse  | The Genie                       | Milton Keynes Theatre             |
| 2012      | Les Joyeuses Commères de Windsor | Mistress Quickly                | Royal Shakespeare Company         |
| 2013-2014 | Aladin ou la Lampe merveilleuse  | The Genie                       | Aylesbury Waterside Theatre       |
| 2015-2016 | La Belle au bois dormant         | Carabosse                       | New Victoria Theatre, Woking      |
| 2016-2017 | Wicked                           | Madame Morrible                 | Apollo Victoria Theatre           |
| 2018-2019 | Cendrillon                       | Wicked Stepmother               | The New Theatre, Hull             |
| 2019      | Annie                            | Miss Hannigan                   | Tournée britannique               |
| 2019-2020 | Cendrillon                       | Wicked Stepmother               | Royal & Derngate, Northampton     |
| 2022      | Aladin ou la Lampe merveilleuse  | Abanazar                        | Brighton Centre                   |